# Florentské letopisy
Florentské letopisy (italsky Istorie fiorentine) je historické dílo Niccolò Machiavelliho, sepsané v letech 1520 – 1525 a vydané v roce 1532.

## Obsah
Autor velmi podrobně rozebírá dějiny městského státu Florencie a částečně též celkový vývoj Itálie od rozpadu římské říše po jeho současnost.
Machiavelli zodpovědně a čtivým jazykem podrobně zpracoval celý vývoj Florencie, se zaměřením především na vnitřní i vnější rozbroje. Florencie prošla mnoha revolucemi a mnohokrát se zde též vystřídala republika s knížectvím. Běžné v té době též byly šarvátky a války mezi italskými městskými státy. To jsou dvě věci, které Machiavelli kritizuje. Vnitřní nestabilitu města považuje za zhoubnou. Ještě větší kritiku věnuje tehdy oblíbenému vedení války za pomoci žoldnéřů. To vedlo k tomu, že války obvykle neměly žádný význam a další rok se s novou armádou pokračovalo znovu. Mnohé státy se navíc dostávaly do područí žoldnéřských skupin, které se občas přímo ujaly moci. Machiavelli soudil, že italské státy by měly vytvořit občanské armády. Pokud prý člověk bojuje za vlast, bojuje s větším zápalem.
V závěru knihy Machiavelli úspěšně předvídá budoucnost a upozorňuje na nebezpečí podmanění Itálie cizími mocnostmi. Naději na záchranu vidí v někom, kdo by dokázal osobními schopnostmi Itálii sjednotit a posílit. Vzhledem k tomu, že tuto knihy sepsal jako placený oficiální historik Medicejských, vidí tuto osobu v Lorenzovi Nádherném.